# Shine (EP Cyndi Lauper)
Shine è un album di Cyndi Lauper, pubblicato nel 2002 da Oglio Records.

## Il disco

### Brani
Nel 2002 a causa del fallimento della casa discografica Edel Music, Cyndi Lauper riesce a pubblicare 4 canzoni, in un EP, tramite la Oglio Records. Oltre Shine e It's Hard to Be Me, presentati anche in vari show-tv, l'EP contiene altre 2 canzoni, Madonna-Whore e Water's Edge, insieme alla versione-remix «The Illicit Mix» di Shine.
Sia Shine che It's Hard to Be Me sono stati inclusi nella scaletta del concerto di New York a Townhall, pubblicato anche nel DVD "Live... At Last".
Le canzoni "Shine", "It's Hard to Be Me", "Madonna Whore" e "Water's Edge" sono state pubblicate in un secondo momento nell'album Shine, pubblicato in Giappone, dalla Epic, nel 2004.
Nel 2005 viene pubblicata, solo per la colonna sonora di Queer as Folk - The Last Season, una nuova versione remixata della canzone Shine, chiamata «Babylon Mix», utilizzata nel decimo episodio, della quinta (ed ultima) stagione di Queer as Folk (USA), in cui Cyndi Lauper, special guest, prende parte come se stessa, a una serata organizzata in un locale.

### Promozione
Cyndi Lauper ha cantato dal vivo Shine e It's Hard to Be Me, durante la promozione dell'EP, nel programma "Music Summer Fest" sull'emittente NBC5 di Chicago, accompagnata insieme alla sua band. Memorabile è la performance di Shine nel programma "Pop Goes The 4th", mandato in onda dalla rete televisiva A&E, in cui Cyndi Lauper ospite, nel 2001, oltre la sua band, viene accompagnata principalmente da un'intera orchestra.
Nel 2002 compone le musiche per il film Terror Island ed utilizza la canzone Water's Edge, contenuta nell'EP. Inoltre Cyndi Lauper ha declinato l'offerta fatta da Anna Nicole Smith per la concessione e l'uso del brano It's Hard To Be Me, per il reality show The Anna Nicole Show (2002).
Nel 2003 durante la partecipazione di Cyndi Lauper come supporter al "Farewell Tour" di Cher, la Oglio Records pubblica in supporto all'EP anche "Shine Remixes", un MAXI CD con cinque remixes del brano "Shine", e un altro inedito, Higher Plane.

## Tracce
1. Shine
2. It's Hard to Be Me
3. Madonna Whore
4. Water's Edge
5. Shine (The Illicit Mix)

## Altre pubblicazioni
- Shine Remixes (2003) [Singolo, MAXI]
- Live... At Last (2004) [DVD, concerto live]
- Shine (2004) [album uscito solo in Giappone]
- Queer as Folk - The Last Season (2005) [colonna sonora]